# Nick Heidfeld
Nick Heidfeld,  född 10 maj 1977 i Mönchengladbach, är en  tysk racerförare som kör för Mahindra Racing i Formel E.
Han bor i Schweiz.

## Racingkarriär
Heidfeld har tidigare kört Formel Ford, formel 3, formel 3000 och debuterade i formel 1 för Prost 2000. Han var mellan 2006 och 2009 försteförare i BMW:s pånyttfödda F1-stall. Säsongen 2007 imponerade Heidfeld. I Bahrain körde han till och med om den regerande världsmästaren Fernando Alonso. Han fortsatte med sin fina körning och tog två pallplatser under säsongen och slutade femma i förar-VM, vilket är hans bästa placering i karriären. Han förlängde sitt kontrakt och fortsatte i stallet även 2009. När BMW Sauber drog sig ut ur Formel 1 till 2010, så blev Heidfeld utan kontrakt. I stället blev han test- och reservförare i Mercedes Grand Prix vilket i praktiken innebar att han fick se såväl träningar som kval och lopp från depån. När det blev klart att Pirelli skulle börja leverera däck till formel 1 valde det italienska företaget Heidfeld som testförare. Under hösten 2010 fick han göra fem inhopp i sitt gamla stall Sauber sedan Pedro de la Rosa fått sparken. 12 februari 2011 var Heidfeld tillbaka på banan igen, denna gång i Lotus Renault GP (f d Renault F1) där kommer att ersätta Robert Kubica som skadat sig allvarligt i en rallyolycka. Heidfeld var snabbast av alla förare på sitt första test för Renault och blir stand-in för Kubica tills denne kan göra comeback, troligen hela säsongen 2011. Hans första lopp för Renault blev ingen succé, men i det andra - i Malaysia - gjorde Nick en stabil körning och knep tredjeplatsen. Det innebär att han är den förare i historien som har flest pallplatser utan att någonsin ha vunnit ett lopp..

## F1-karriär
| Säsong                 | Stall/Tillverkare      | Placering              | Lopp | Poäng | Etta | Tvåa | Trea | Pole | Varv |
| ---------------------- | ---------------------- | ---------------------- | ---- | ----- | ---- | ---- | ---- | ---- | ---- |
| 2000                   | Prost-Peugeot          | -                      | 17   | 0     |      |      |      |      |      |
| 2001                   | Sauber-Petronas        | 8                      | 17   | 12    |      |      | 1    |      |      |
| 2002                   | Sauber-Petronas        | 10                     | 17   | 7     |      |      |      |      |      |
| 2003                   | Sauber-Petronas        | 14                     | 16   | 6     |      |      |      |      |      |
| 2004                   | Jordan-Cosworth        | 18                     | 18   | 3     |      |      |      |      |      |
| 2005                   | Williams-BMW           | 11                     | 14   | 28    |      | 2    | 1    | 1    |      |
| 2006                   | BMW Sauber             | 9                      | 18   | 23    |      |      | 1    |      |      |
| 2007                   | BMW Sauber             | 5                      | 17   | 61    |      | 1    | 1    |      |      |
| 2008                   | BMW Sauber             | 6                      | 18   | 60    |      | 4    |      |      | 2    |
| 2009                   | BMW Sauber             | 13                     | 17   | 19    |      | 1    |      |      |      |
| 2010                   | Sauber                 | 18                     | 5    | 6     |      |      |      |      |      |
| 2011                   | Lotus Renault          | 11                     | 11   | 34    |      |      | 1    |      |      |
| Sammanlagt 12 säsonger | Sammanlagt 12 säsonger | Sammanlagt 12 säsonger | 185  | 259   | 0    | 8    | 5    | 1    | 2    |

| 1. Monaco 2005 2. Europa 2005 3. Kanada 2007 4. Australien 2008 5. Kanada 2008 6. Storbritannien 2008 7. Belgien 2008 8. Malaysia 2009 |

| 1. Brasilien 2001 2. Malaysia 2005 3. Ungern 2006 4. Ungern 2007 5. Malaysia 2011 |

| 1. Europa 2005                    | \| 1. Malaysia 2008 2. Tyskland 2008 \| | 1. Europa 2000 |
|                                   |                                         |                |
| 1. Malaysia 2008 2. Tyskland 2008 |                                         |                |

Heidfeld i Malaysias GP 2011, där han slutade trea